# هورن (هامبورگ)
هورن (به آلمانی: Hamburg-Horn) یک منطقهٔ مسکونی در آلمان است که در هامبورگ-میته واقع شده‌است.